# ムギクサ
ムギクサ（Hordeum murinum）は、単子葉類イネ科オオムギ属に属する雑草の一種。

## 特徴
一年生植物または越年草。芒の長い小穂をつける。海岸の砂地、荒地、草地などに生え、オオムギに似た穂をつけるヨーロッパ原産で明治初期に侵入した帰化植物である。日本では、本州以南に分布し、世界の温帯地域に分布する。
草丈は10から50cm程度になる。稈（茎）には、はっきりした葉耳がある。春から夏にかけて、根元で枝分かれして稈をそう生する。
5から7月に穂を出し、穂の長さは5-15cmで、5cm位の芒のある両性の小穂とその両側に雄性の小穂を密に着け、二条オオムギに似る。

## 亜種
- H. murinum subsp. murinum

- H. murinum subsp. glaucum

- H. murinum subsp. leporinum オオムギクサ

## 利害
普通の雑草である。
オオムギの品種改良のための遺伝子源とされることがある。